# В парку
«В парку» (англ. In the Park) — американська короткометражна кінокомедія режисера Чарльза Чапліна 1915 року.

## Сюжет
Бродяга краде дамську сумочку, але при спробі залізти в кишеню до Чарлі втрачає сигарети і сірники. Він рятує продавця хот-догів від головоріза, але отримує на горіхи тростиною. Коли злодій намагається взяти у Чарлі кілька сосисок, той забирає сумочку. Сумочка гуляє по руках, поки не повертається до власниці. Остання сварить свого бойфренда за те, що він її не захистив. Бойфренд від відчаю намагається втопитися в озері. Чарлі його рятує.

## У ролях
- Чарльз Чаплін — Чарлі
- Біллі Армстронг — злодій
- Една Первіенс — нянька
- Ернест Ван Пелт — продавець сосисок
- Лео Вайт — граф